# Teodorico II di Lussemburgo
Teoderico II di Lussemburgo (... – Metz, 30 aprile 1047) fu vescovo di Metz dal 1005 alla sua morte.

## Biografia
Dopo la morte del vescovo di Metz Adalberto II, il duca dell'Alta Lotaringia Teodorico I cercò di fare eleggere al sogno vescovile il figlio ancora minorenne Adalberto, il quale era posto sotto la tutela di Teodorico, figlio del conte di Lussemburgo Sigfrido.
Tuttavia, non appena giunsero a Metz, Teodorico scacciò via il giovane Adalberto e si impadronì della cattedra episcopale. Teodorico amministrò sempre la propria diocesi direttamente, in maniera molto decisa. Nel 1004 il conte di Lussemburgo Enrico I, fratello di Teodorico, venne nominato duca di Baviera da Enrico II il Santo.
Ben presto, però, l'imperatore entrò in conflitto con i principi del casato lussemburghese. Il contrasto era stato scatenato dalla volontà di Enrico II di donare alla diocesi di Bamberga, che l'imperatore stesso aveva fondato, la dote della moglie Cunegonda, sorella di Teodorico ed Enrico e il malcontento si trasformò presto in aperta ribellione.
Enrico II mise in piedi un esercito con cui attaccò il duca di Baviera, che fuggì a Metz, presso suo fratello. Così, l'imperatore assediò Metz, ma in tre anni non riuscì a prenderla. Nonostante ciò, ma l'intera regione della Mosella, da Treviri a Metz, soffrì le gravi conseguenze di questo conflitto. La pace venne raggiunta soltanto nove anni dopo l'inizio della controversia, anche grazie alla mediazione dell'arcivescovo di Colonia. Così, durante una dieta tenuta a Bamberga, il conte Enrico venne reintegrato, ricevendo nuovamente il ducato di Baviera. A dimostrazione dell'avvenuta riconciliazione, nel 1023 l'imperatore si recò a Metz, ricevendo l'amichevole accoglienza di Teodorico.
Teodorico pose la prima pietra della cattedrale di Metz, la cui costruzione iniziò nel 1014, ma fu completata soltanto nel 1546. Inoltre, Teodorico riuscì a ottenere per la sua cattedrale il braccio di santo Stefano, una reliquia oggetto di grande devozione, al punto che la stessa cattedrale venne dedicata al santo. Teodorico morì nel 1047 e fu sepolto nella cattedrale, ma la sua tomba andò dispersa durante la Rivoluzione francese.